# 9217 Kitagawa
9217 Kitagawa (tên chỉ định: 1995 WN) là một tiểu hành tinh vành đai chính. Nó được phát hiện bởi Takao Kobayashi ở Ōizumi Observatory ở Ōizumi, Gunma Prefecture, Nhật Bản, ngày 16 tháng 11 năm 1995. Nó được đặt theo tên Ryuji Kitagawa, a professor ở Hiroshima University.